# Eva Vejmělková
Eva Vejmělková (* 4. března 1969 Karviná) je česká herečka, básnířka, scenáristka a psychoterapeutka.
Vystudovala herectví na ostravské konzervatoři a psychologii na Univerzitě Palackého v Olomouci. Kromě herectví se věnuje psychologii a práci s drogově závislými. S manželem Dušanem Rapošem a s dvěma dcerami Tarou a Ritou žije v Havířově.

## Filmografie
- 1979 Koncert na konci léta
- 1984 Modrá hodina, SRN (Nora)
- 1985 Fontána pro Zuzanu (Zuzana Petrová)
- 1985 Kára plná bolesti (Tereza)
- 1985 Zastihla mě noc (děvče)
- 1986 Miklós Akli, režie György Révész, Maďarsko (Ilonka Kovács)
- 1987 Jak básníkům chutná život (Alena Hubáčková – „Píšťalka“)
- 1987 Paví pírko (org. Die Pfauenfeder, Pávie pierko; princezna)
- 1988 Dobří holubi se vracejí (mladá Soňa Landová)
- 1988 Penelopy, režie Bogdan Poreba, Polsko (Beata)
- 1988 Chlapci a chlapi (Hanka Vosecká)
- 1989 Čarodějův učeň (Lucie Víchová)
- 1989 Krásna Galathea (Galathea)
- 1990 O Janovi a podivuhodném příteli, SRN-ČSR (princezna Agnes)
- 1991 Das Licht der Liebe (Světlo lásky), režie Günther Scholz, SRN (Reglindis)
- 1991 Dido - Das Geheimnis des Fisches (TV-Viktória)
- 1992 Kačenka a strašidla (Elvíra)
- 1992 Kačenka a zase ta strašidla (Elvíra)
- 1993 Fontána pro Zuzanu 2 (Zuzana)
- 1993 Konec básníků v Čechách (Alena – „Píšťalka“)
- 1996 Dračie srdce (Dragonheart), režie Rub Cohen, USA (Feltonovo děvče)
- 1996 Suzanne (Suzanne), námět
- 1999 Fontána pro Zuzanu 3 (Zuzana)
- 2017 Muzzikanti
- 2018 Kluci z hor
- 2020 Ženská pomsta